# Tipula mayedai
Tipula mayedai är en tvåvingeart som beskrevs av Alexander 1946. Tipula mayedai ingår i släktet Tipula och familjen storharkrankar. Inga underarter finns listade i Catalogue of Life.